# Nacaxtla
Nacaxtla är en ort i Mexiko.   Den ligger i kommunen Zongolica och delstaten Veracruz, i den sydöstra delen av landet, 240 km öster om huvudstaden Mexico City. Nacaxtla ligger 1 126 meter över havet och antalet invånare är 240.
Terrängen runt Nacaxtla är kuperad åt nordväst, men åt sydost är den bergig. Terrängen runt Nacaxtla sluttar österut. Runt Nacaxtla är det ganska tätbefolkat, med 222 invånare per kvadratkilometer. Närmaste större samhälle är Zongolica, 5,9 km väster om Nacaxtla. I omgivningarna runt Nacaxtla växer i huvudsak städsegrön lövskog.